# クロアシイタチ
クロアシイタチ（Mustela nigripes）は北アメリカに生息するイタチである。ミンクと同じくらいのサイズで、ヨーロッパケナガイタチ（Mustela putorius）やステップケナガイタチ（Mustela eversmanii）と似た外見である。繁殖時や子育て時を除き、主に夜行性かつ単独性である。食物の最大90%はプレーリードッグで構成されている。
主にプレーリードッグの個体数減少と森林疫病が原因で、20世紀の間に減少し、1979年に絶滅が宣言されたが、1981年にワイオミング州で残存する野生個体群が発見された。米国魚類野生生物局が開始した捕獲繁殖プログラムにより、1991年から 2009年にかけて、米国西部の8つの州、カナダ、メキシコに再導入された。2011年には、18の個体群で1,000頭以上の野生で育った成熟個体が確認されており、そのうちサウスダコタ州（2個群)、アリゾナ州、ワイオミング州の4個体群は自立している。レッドリストには1982年に"endangered"として初めて記載され、1996年には"extinct in the wild"（野生絶滅）となったが、2008年には再び"endangered"に戻された。2021年2月には、最初のクローンのクロアシイタチが一般に紹介された。